# Buronius
Buronius — викопний рід гомінідів з пізньоміоценового глиняного кар'єру Гаммершміде в Баварії, Німеччина. Рід містить один вид, B. manfredschmidi, відомий за двома частковими зубами та колінною чашечкою. Буроній може бути найменшим відомим гомінідом. З цієї ж місцевості відома більш відома людиноподібна мавпа Данувіус.

## Відкриття та найменування
Зразок голотипу Buronius, GPIT/MA/13005, був виявлений у 2011 році у відкладеннях глиняного кар'єру Гаммершміде поблизу Пфорцена в регіоні Альгой, Баварія, Німеччина. Голотип складається з коронки другого моляра без кореня. Фрагмент четвертого премоляра (GPIT/MA/13004), виявлений у 2017 році, і лівий надколінок (GPIT/MA/10007), також виявлений у 2011 році біля голотипу, були визначені як паратипи.
У 2024 році Böhme et al. описав Buronias manfredschmidi як новий рід і вид ранніх гомінідів на основі цих викопних останків. Родова назва, Буроній, посилається на «Бурон», ім'я, яке використовувалося в середньовіччі для Кауфбойрена, міста поблизу типової місцевості. Видова назва, manfredschmidi, на честь колекціонера скам'янілостей Манфреда Шміда.
Оскільки викопний матеріал Buronius є дуже фрагментарним, особливо в порівнянні з гомінідом-однолітком Danuvius, деякі дослідники висловлюють занепокоєння щодо достовірності таксона, пояснюючи, що для впевненого розрізнення двох родів знадобляться додаткові кістки.

## Опис
Buronius важив приблизно 10 кілограмів, імовірно, є найменшим відомим на даний момент таксоном гомінідів.